# Secretaria Municipal do Meio Ambiente, Urbanismo e Sustentabilidade

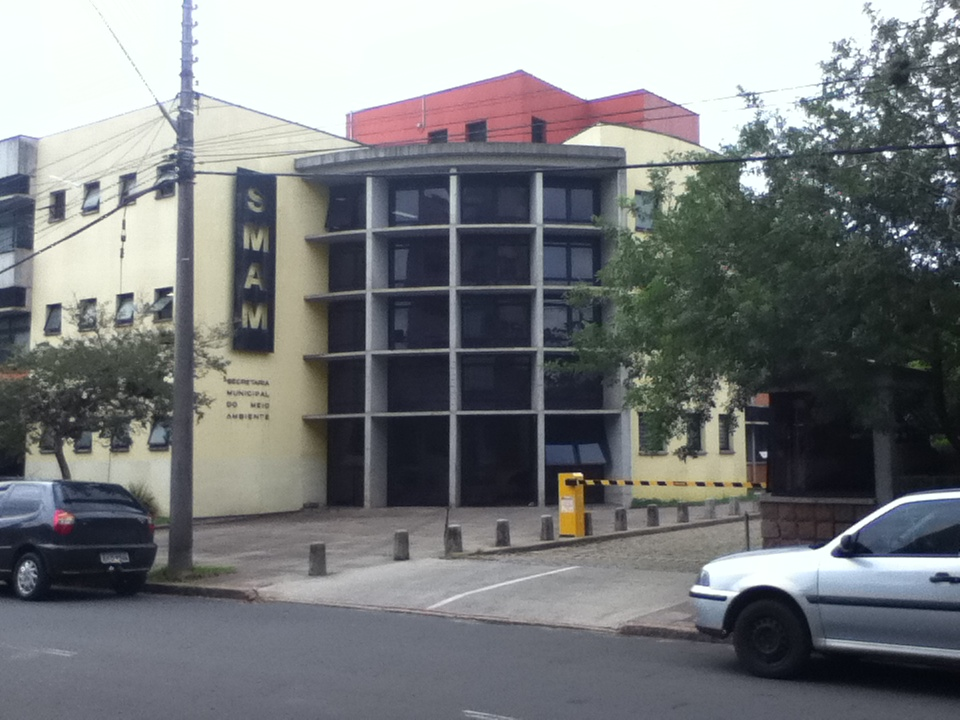
Prédio da SMAM.

A Secretaria Municipal do Meio Ambiente, Urbanismo e Sustentabilidade, conhecida pelo seu acrônimo SMAMUS (antigas SMAM e SMAMS), é um dos órgãos executivos da cidade brasileira de Porto Alegre, capital do Rio Grande do Sul.  

## História
Foi criada pelo prefeito Guilherme Socias Villela em 1976, a Smam foi a primeira secretaria do meio ambiente do país. É responsável pela "proteção do sistema natural e pelo controle da qualidade ambiental" no município de Porto Alegre.

### Gestão 2017-2020
Na administração de Nelson Marchezan Júnior (2017-2020), a Secretaria do Meio Ambiente de Porto Alegre absorveu a antiga Secretaria Municipal de Urbanismo (SMURB) e parte da antiga Secretaria Especial dos Direitos Animais (SEDA), e o novo Chefe do Executivo criou a Secretaria Municipal do Meio Ambiente e da Sustentabilidade, alterando também a sigla para SMAMS.

### Gestão 2021-2024
Quando iniciou-se o mandato do prefeito Sebastião Melo (2021-2024), a estrutura organizacional da Prefeitura de Porto Alegre foi novamente alterada, acarretando cisões/desmembramentos e renomeações de órgãos municipais. Foi o caso da Secretaria Municipal de Meio Ambiente e Sustentabilidade, que teve sua denominação alterada para Secretaria Municipal do Meio Ambiente, Urbanismo e Sustentabilidade, com o acrônimo SMAMUS, absorvendo outras demandas administrativas.

## Localização
A SMAMUS está sediada na Avenida Carlos Gomes, n.° 2.120, no bairro Três Figueiras, zona leste de Porto Alegre. Nesse endereço funciona também a Biblioteca Jornalista Roberto Eduardo Xavier.